# Slovakiska nationalistpartiet
Slovakiska nationalistpartiet (slovakiska: Slovenská národná strana, SNS) är ett ultranationalistiskt och högerpopulistiskt politiskt parti i Slovakien, som sedan mars 2016 är ett av landets regeringspartier. 
SNS grundades i december 1989 och ser sig som arvingen till det historiska parti med samma namn som existerade mellan 1871 och 1938. Partiet säger sig vila på tre pelare: kristendomen, nationalism och socialism. Partiet kallar sig självt för ett högerparti men beskrivs i massmedia som ett ultra-nationalistiskt, högerextremt och nyfascistiskt parti på grund av partiets offensiva och ofta rasistiska retorik vid uttalanden om ungrare, romer, judar och homosexuella. Det bildade 2006-2010 regering i koalition med det socialdemokratiska Riktning – socialdemokrati.
I valet 2012 förlorade SNS sina platser i parlamentet, men i valet 2016 kom partiet återigen in med nio procent av rösterna. I samma val fick partiet parlamentariskt sällskap av det än mer nationalistiska Folkpartiet - Vårt Slovakien. I mars 2016 bildade SNS regering tillsammans med Riktning – socialdemokrati, Most–Híd och Sieť.